# Constabilis
Constabilis o Sanctus Constabilis (en latín), San Constabile o San Costabile (en lengua italiana), castellanizado como San Constable (c. 1070-1124), fue un abad italiano de la La Trinità della Cava, localizado en Cava de' Tirreni, desde 1122 a 1124. Es santo de la Iglesia católica.
Nació sobre el 1070 en Tresino en Lucania de una familia noble de Gentilcore.  A los siete años, ingresó en la abadía de Cava, León I. Constabilis se convirtió en monje en la abadía.  La orden siguió las normas benedictinas. El 10 de enero de 1118, fue promovido por el abad Pedro de Pappacarbone al cargo de coadjutor. Le sucedió como abad a su muerte el 4 de marzo de 1122.
Constable es venerado como patrón de Castellabate, porque fue el fundador de la ciudad. Empezó la construcción en el Castillo del Ángel el 10 de octubre de 1123 y le dio el nombre de Castrum Abbatis, el "castillo del abad". 
Su obra la ejercitó con amabilidad, comprensión a cada uno de los monjes y a sus problemas individuales, sin abusar de su autoridad. Moría a los 53 años y fue enterrado en la parte de la iglesia colindante a la gruta ´Arsicia´ usada por San Alferio. Fue sucedido por Simón de Cava.

## Veneración
Después de su muerte, se le apareció a sus sucesores y fue venerado como protector de los barcos que pasaban por delante de la abadía. 
Su cuerpo fue llevado a un altar de la abadía en 1911. Los cuatro primeros abades de Cava fueron reconocidos como santos el 21 de diciembre de 1893 por León XIII: son los santos Alferio, fundador y primer abad (1050); León I (1050-1079); Pedro (1079-1122) y Constable (1022-1124).